# Klepp Idrettslag 2016
Questa voce raccoglie le informazioni riguardanti il Klepp Idrettslag nelle competizioni ufficiali della stagione 2016.

## Stagione
Il Klepp ha chiuso la stagione al 10º posto, mentre l'avventura nel Norgesmesterskapet si è chiusa al terzo turno, con l'eliminazione subita per mano del Kolbotn.

## Maglie e sponsor
Lo sponsor tecnico per la stagione 2016 è stato Umbro, mentre lo sponsor ufficiale è stato Læren. La divisa casalinga era composta da una maglietta verde con inserti bianchi, con pantaloncini e calzettoni bianchi. La divisa da trasferta era invece totalmente bianca.
| Casa | Trasferta |

## Rosa
| N. |                      | Ruolo | Calciatrice        |
| -- | -------------------- | ----- | ------------------ |
| 1  | Norvegia (bandiera)  | P     | Oda Marie Bogstad  |
| 2  | Norvegia (bandiera)  | D     | Maria Thorisdottir |
| 4  | Norvegia (bandiera)  | C     | Gry Tofte Ims      |
| 6  | Norvegia (bandiera)  | C     | Maren Knudsen      |
| 7  | Norvegia (bandiera)  | D     | Lena Hansen        |
| 8  | Norvegia (bandiera)  | D     | Astrid Grøttå Ree  |
| 9  | Norvegia (bandiera)  | D     | Marie Bakke        |
| 10 | Islanda (bandiera)   | A     | Guðmunda Óladóttir |
| 11 | Norvegia (bandiera)  | D     | Tuva Hansen        |
| 12 | Australia (bandiera) | P     | Eliza Campbell     |
| 17 | Norvegia (bandiera)  | A     | Matilde Rogde      |
| 18 | Norvegia (bandiera)  | C     | Karoline Surdal    |

| N. |                     | Ruolo | Calciatrice             |
| -- | ------------------- | ----- | ----------------------- |
| 19 | Norvegia (bandiera) | A     | Birte Svines            |
| 20 | Norvegia (bandiera) | C     | Maria Hiim              |
| 21 | Norvegia (bandiera) | D     | Kristin Risnes          |
| 22 | Norvegia (bandiera) | P     | Kristin Rage            |
| 23 | Norvegia (bandiera) | A     | Line Krogedal Smørsgård |
| 25 | Norvegia (bandiera) | A     | Susanne Vistnes         |
| 26 | Norvegia (bandiera) | D     | Ine Agnethe Aarskog     |
| 30 | Norvegia (bandiera) | C     | Maria Andresen          |
| 88 | Norvegia (bandiera) | A     | Maria Sørenes           |
| 98 | Norvegia (bandiera) | C     | Julie Merkesdal         |
| 99 | Norvegia (bandiera) | D     | Andrea Norheim          |

## Calciomercato

### Sessione invernale
| Arrivi | Arrivi             | Arrivi  | Arrivi     |
| R.     | Nome               | da      | Modalità   |
| ------ | ------------------ | ------- | ---------- |
| P      | Eliza Campbell     | Medkila | definitivo |
| C      | Guðmunda Óladóttir | Selfoss | definitivo |

| Partenze | Partenze             | Partenze  | Partenze   |
| R.       | Nome                 | a         | Modalità   |
| -------- | -------------------- | --------- | ---------- |
| P        | Hanna Persson        | AIK       | definitivo |
| D        | Linn Merethe Thune   |           | svincolata |
| D        | Tonje Øfsteng        | Bryne     | definitivo |
| D        | Anette Tengesdal     | Lura      | definitivo |
| D        | Silje Thorsen        |           | svincolata |
| C        | Sunniva Wiencke      |           | svincolata |
| A        | Hege Hansen          | Avaldsnes | definitivo |
| A        | Therese Sessy Åsland | Røa       | definitivo |

### Sessione estiva
| Arrivi | Arrivi              | Arrivi | Arrivi     |
| R.     | Nome                | da     | Modalità   |
| ------ | ------------------- | ------ | ---------- |
| D      | Ine Agnethe Aarskog | Staal  | definitivo |

| Partenze | Partenze           | Partenze        | Partenze   |
| R.       | Nome               | a               | Modalità   |
| -------- | ------------------ | --------------- | ---------- |
| P        | Oda Marie Bogstad  | Amazon Grimstad | prestito   |
| C        | Maren Knudsen      | Urædd           | definitivo |
| C        | Guðmunda Óladóttir | Selfoss         | definitivo |

## Risultati

### Toppserien

#### Girone di andata
| Arbitro: | Rodahl Dokset (Oslo) |

|  |           |                               |
|  | Marcatori | 17’ Andréia Rosa 65’ Pedersen |

| Arbitro: | Wenche Kleven (Lørenskog) |

|              |           |  |
| Ludvigsen 5’ | Marcatori |  |

| Arbitro: | Eide (Drammen) |

|                                        |           |                      |
| Vistnes 3’, 46’ Krogedal Smørsgård 71’ | Marcatori | 53’ Myren Stenstvedt |

| Arbitro: | Buhaug Folstad |

|  |           |                                    |
|  | Marcatori | 56’ Staubo Nordahl 58’ (rig.) Lund |

| Arbitro: | Rodahl Dokset (Oslo) |

|            |           |                          |
| Jensen 75’ | Marcatori | 3’ Óladóttir 62’ Vistnes |

| Arbitro: | Eide (Drammen) |

|                                      |           |  |
| Óladóttir 41’ Krogedal Smørsgård 75’ | Marcatori |  |

| Arbitro: | Langnes Aarland |

|                                                                             |           |                        |
| Haavi 7’ Hansen 31’ (aut.) Herlovsen 37’, 45’, 77’ Spitse 44’ Löfwenius 59’ | Marcatori | 80’ Krogedal Smørsgård |

| Arbitro: | Rodahl Dokset (Oslo) |

|                                                                               |           |          |
| Kleppe 1’ (aut.) Vistnes 8’ Krogedal Smørsgård 38’, 77’ Bakke 41’ Norheim 81’ | Marcatori | 69’ Wiik |

| Arbitro: | Wenche Kleven (Lørenskog) |

|           |           |  |
| Melhus 7’ | Marcatori |  |

| Arbitro: | Zangeneh (Oslo) |

|                                                             |           |          |
| Vistnes 4’ Tofte Ims 44’ Krogedal Smørsgård 72’ Vistnes 75’ | Marcatori | 7’ Koren |

| Arbitro: | Tandstad (Tandstad) |

|            |           |  |
| Nautnes 2’ | Marcatori |  |

#### Girone di ritorno
| Arbitro: | Buhaug Folstad |

|  |           |                    |
|  | Marcatori | 21’, 84’ Herlovsen |

| Arbitro: | Wenche Kleven (Lørenskog) |

|                         |           |               |
| Hasund 67’ Jeppesen 73’ | Marcatori | 90’ Tofte Ims |

| Arbitro: | Zangeneh |

|                                                                           |           |               |
| Tofte Ims 21’, 64’, 79’ (rig.) Krogedal Smørsgård 28’ Svines 37’ Hiim 67’ | Marcatori | 24’ Fugelsnes |

| Arbitro: | Berghøi (Auli) |

|                                      |           |                                              |
| De Caigny 48’ Olsen 55’ Blakstad 74’ | Marcatori | 21’ Sørenes 51’ Vistnes 89’ (rig.) Tofte Ims |

| Arbitro: | Tandstad (Tandstad) |

|                                                                                |           |  |
| Andersson 12’, 81’ Segtnan Thun 44’, 61’ Liane 52’ Axon 57’ (rig.) Gausdal 76’ | Marcatori |  |

| Arbitro: | Eide (Drammen) |

|  |           |             |
|  | Marcatori | 82’ Brummel |

| Arbitro: | Wenche Kleven (Lørenskog) |

|                                  |           |  |
| Dahl 28’ Mjelde 44’ Thorsnes 51’ | Marcatori |  |

| Arbitro: | Buhaug Folstad |

|                       |           |                                                 |
| Krogedal Smørsgård 5’ | Marcatori | 53’ Isaksen 58’ Granli 60’ Jónsdóttir 74’ Enget |

| Arbitro: | Berghøi (Auli) |

|         |           |                        |
| Wiik 7’ | Marcatori | 18’ Krogedal Smørsgård |

| Arbitro: | Nervik (Trondheim) |

|                       |           |                                          |
| Krogedal Smørsgård 5’ | Marcatori | 4’ Kvamme 49’ (rig.) Naalsund 50’ Hansen |

| Arbitro: | Tandstad (Tandstad) |

|                                                    |           |          |
| Calderón 3’ Matveeva 17’ Dybvik 29’ Andreassen 49’ | Marcatori | 90’ Hiim |

### Norgesmesterskapet
| Lyngdal 25 maggio 2016, ore 18:00 Secondo turno | Lyngdal | 2 – 9 referto | Klepp | Lyngdal Stadion Kunstgress\| Arbitro: \| Olsen \| |
| Arbitro:                                        | Olsen   |               |       |                                                   |

| Arbitro: | Eide (Drammen) |

|                                  |           |            |
| Axon 31’ Gausdal 108’ Sævik 120’ | Marcatori | 26’ Surdal |

## Statistiche

### Statistiche di squadra
| Competizione       | Punti | In casa | In casa | In casa | In casa | In casa | In casa | In trasferta | In trasferta | In trasferta | In trasferta | In trasferta | In trasferta | Totale | Totale | Totale | Totale | Totale | Totale | DR  |
| Competizione       | Punti | G       | V       | N       | P       | Gf      | Gs      | G            | V            | N            | P            | Gf           | Gs           | G      | V      | N      | P      | Gf     | Gs     | DR  |
| ------------------ | ----- | ------- | ------- | ------- | ------- | ------- | ------- | ------------ | ------------ | ------------ | ------------ | ------------ | ------------ | ------ | ------ | ------ | ------ | ------ | ------ | --- |
| Toppserien         | 20    | 11      | 5       | 0       | 6       | 23      | 18      | 11           | 1            | 2            | 8            | 9            | 31           | 22     | 6      | 2      | 14     | 32     | 49     | -17 |
| Norgesmesterskapet | -     | 0       | 0       | 0       | 0       | 0       | 0       | 2            | 1            | 0            | 1            | 10           | 5            | 2      | 1      | 0      | 1      | 10     | 5      | +5  |
| Totale             | -     | 11      | 5       | 0       | 6       | 23      | 18      | 13           | 2            | 2            | 9            | 19           | 36           | 24     | 7      | 2      | 15     | 42     | 54     | -12 |

### Andamento in campionato
| Giornata  | 1  | 2  | 3 | 4 | 5 | 6 | 7 | 8 | 9 | 10 | 11 | 12 | 13 | 14 | 15 | 16 | 17 | 18 | 19 | 20 | 21 | 22 |
| --------- | -- | -- | - | - | - | - | - | - | - | -- | -- | -- | -- | -- | -- | -- | -- | -- | -- | -- | -- | -- |
| Luogo     | C  | T  | C | C | T | C | T | C | T | C  | T  | C  | T  | C  | T  | T  | C  | T  | C  | T  | C  | T  |
| Risultato | P  | P  | V | P | V | V | P | V | P | V  | P  | P  | P  | V  | N  | P  | P  | P  | P  | N  | P  | P  |
| Posizione | 10 | 10 | 9 | 8 | 8 | 5 | 6 | 5 | 8 | 5  | 6  | 8  | 9  | 8  | 7  | 7  | 8  | 8  | 9  | 9  | 9  | 10 |

Fonte:  Toppserien 2016, su altomfotball.no, Altomfotball.
Legenda:

Luogo: C = Casa; T = Trasferta. Risultato: V = Vittoria; N = Pareggio; P = Sconfitta.

### Statistiche dei giocatori
| Giocatore             | Toppserien | Toppserien | Toppserien  | Toppserien | Norgesmesterskapet | Norgesmesterskapet | Norgesmesterskapet | Norgesmesterskapet | Coppe europee | Coppe europee | Coppe europee | Coppe europee | Altre coppe | Altre coppe | Altre coppe | Altre coppe | Totale   | Totale | Totale      | Totale     |
| Giocatore             | Presenze   | Reti       | Ammonizioni | Espulsioni | Presenze           | Reti               | Ammonizioni        | Espulsioni         | Presenze      | Reti          | Ammonizioni   | Espulsioni    | Presenze    | Reti        | Ammonizioni | Espulsioni  | Presenze | Reti   | Ammonizioni | Espulsioni |
| --------------------- | ---------- | ---------- | ----------- | ---------- | ------------------ | ------------------ | ------------------ | ------------------ | ------------- | ------------- | ------------- | ------------- | ----------- | ----------- | ----------- | ----------- | -------- | ------ | ----------- | ---------- |
| I. Aarskog            | 4          | 0          | 1           | 0          | -                  | -                  | -                  | -                  | -             | -             | -             | -             | -           | -           | -           | -           | 4        | 0      | 1           | 0          |
| M. Andresen           | 5          | 0          | 0           | 0          | 0+                 | 0+                 | 0+                 | 0+                 | -             | -             | -             | -             | -           | -           | -           | -           | 5+       | 0+     | 0+          | 0+         |
| M. Bakke              | 18         | 1          | 2           | 0          | 1+                 | 0+                 | 0+                 | 0+                 | -             | -             | -             | -             | -           | -           | -           | -           | 19+      | 1+     | 2+          | 0+         |
| O. Bogstad            | 1          | -0         | 0           | 0          | ?                  | -?                 | ?                  | ?                  | -             | -             | -             | -             | -           | -           | -           | -           | 1+       | -0+    | 0+          | 0+         |
| E. Campbell           | 22         | -49        | 1           | 0          | 1+                 | -3+                | 0+                 | 0+                 | -             | -             | -             | -             | -           | -           | -           | -           | 23+      | -52+   | 1+          | 0+         |
| A. Grøttå Ree         | 22         | 0          | 0           | 0          | 1+                 | 0+                 | 0+                 | 0+                 | -             | -             | -             | -             | -           | -           | -           | -           | 23+      | 0+     | 0+          | 0+         |
| L. Hansen             | 22         | 0          | 1           | 0          | 1+                 | 0+                 | 0+                 | 0+                 | -             | -             | -             | -             | -           | -           | -           | -           | 23+      | 0+     | 1+          | 0+         |
| T. Hansen             | 22         | 0          | 1           | 0          | 1+                 | 0+                 | 0+                 | 0+                 | -             | -             | -             | -             | -           | -           | -           | -           | 23+      | 0+     | 1+          | 0+         |
| M. Hiim               | 22         | 2          | 1           | 0          | 1+                 | 0+                 | 0+                 | 0+                 | -             | -             | -             | -             | -           | -           | -           | -           | 23+      | 2+     | 1+          | 0+         |
| L. Krogedal Smørsgård | 21         | 10         | 0           | 0          | 1+                 | 0+                 | 0+                 | 0+                 | -             | -             | -             | -             | -           | -           | -           | -           | 22+      | 10+    | 0+          | 0+         |
| M. Knudsen            | 12         | 0          | 0           | 0          | 1+                 | 0+                 | 0+                 | 0+                 | -             | -             | -             | -             | -           | -           | -           | -           | 13+      | 0+     | 0+          | 0+         |
| J. Merkesdal          | 0          | 0          | 0           | 0          | 0+                 | 0+                 | 0+                 | 0+                 | -             | -             | -             | -             | -           | -           | -           | -           | 0+       | 0+     | 0+          | 0+         |
| A. Norheim            | 2          | 1          | 0           | 0          | 0+                 | 0+                 | 0+                 | 0+                 | -             | -             | -             | -             | -           | -           | -           | -           | 2+       | 1+     | 0+          | 0+         |
| G. Óladóttir          | 6          | 2          | 0           | 0          | 0+                 | 0+                 | 0+                 | 0+                 | -             | -             | -             | -             | -           | -           | -           | -           | 6+       | 2+     | 0+          | 0+         |
| K. Rage               | 1          | -0         | 0           | 0          | ?                  | -?                 | ?                  | ?                  | -             | -             | -             | -             | -           | -           | -           | -           | 1+       | -0+    | 0+          | 0+         |
| K. Risnes             | 16         | 0          | 1           | 0          | 1+                 | 0+                 | 0+                 | 0+                 | -             | -             | -             | -             | -           | -           | -           | -           | 17+      | 0+     | 1+          | 0+         |
| M. Rogde              | 17         | 0          | 0           | 0          | 0+                 | 0+                 | 0+                 | 0+                 | -             | -             | -             | -             | -           | -           | -           | -           | 17+      | 0+     | 0+          | 0+         |
| M. Sørenes            | 17         | 1          | 0           | 0          | 1+                 | 0+                 | 0+                 | 0+                 | -             | -             | -             | -             | -           | -           | -           | -           | 18+      | 1+     | 0+          | 0+         |
| K. Surdal             | 21         | 0          | 1           | 0          | 1+                 | 1+                 | 1+                 | 0+                 | -             | -             | -             | -             | -           | -           | -           | -           | 22+      | 1+     | 2+          | 0+         |
| B. Svines             | 7          | 1          | 0           | 0          | 1+                 | 0+                 | 0+                 | 0+                 | -             | -             | -             | -             | -           | -           | -           | -           | 8+       | 1+     | 0+          | 0+         |
| M. Thorisdottir       | 0          | 0          | 0           | 0          | 0                  | 0                  | 0                  | 0                  | -             | -             | -             | -             | -           | -           | -           | -           | 0        | 0      | 0           | 0          |
| G. Tofte Ims          | 18         | 6          | 0           | 0          | 1+                 | 0+                 | 0+                 | 0+                 | -             | -             | -             | -             | -           | -           | -           | -           | 19+      | 6+     | 0+          | 0+         |
| S. Vistnes            | 20         | 7          | 1           | 0          | 1+                 | 0+                 | 0+                 | 0+                 | -             | -             | -             | -             | -           | -           | -           | -           | 21+      | 7+     | 1+          | 0+         |